# Сандер Коэн
Сандер Коэн (англ. Sander Cohen) — персонаж серии видеоигр BioShock. Впервые он появляется в первой игре как знаменитый эрудит из подводного города Восторг, у которого сумасшедшая и садистская личность. Главный герой игры Джек вынужден помочь Коэну в создании жуткой скульптуры, созданной на основе фотографий убитых бывших учеников Коэна, в обмен на что тот даёт ему проход через свой Форт Веселый. Сандер Коэн снова появляется в первом эпизоде BioShock Infinite: Burial at Sea, события в котором разворачиваются до первой игры. Роль озвучил Т. Райдер Смит, в русскоязычной локализации — Дмитрий Полонский.
Аспекты характеристики Сандера Коэна основаны на нескольких реальных исторических фигурах. Команда разработчиков BioShock 2 рассматривала возможность повторного включения Коэна в игру, но отказалась от своих планов относительно персонажа до выхода игры. Коэна обычно хорошо принимают, и он считается одним из самых запоминающихся персонажей серии BioShock. Различные комментаторы в обзорах видеоигр, ретроспективных статьях и литературных публикациях особенно подчеркивали роль Коэна в истории первого BioShock.

## Концепт и образ
Сандер Коэн является творческий личностью еврейского происхождения из США. Чертами характера и именем обязан известному американскому драматургу, композитору, певцу, актёру и танцору Джорджу М. Кохану. Однако создатель BioShock Кен Левин намеренно написал, что Коэн был бездарным автором песен. Его внешний вид, особенно его усы-карандаш, напоминает художника-сюрреалиста Сальвадора Дали. Блинный макияж Коэна был вдохновлен сценой с персонажем Бетти Дэвис в фильме «Что случилось с Бэби Джейн?»
В BioShock Сандер Коэн контролирует Форт Весёлый (англ. Fort Frolic), который служит седьмым уровнем игры. Он получил власть над ним от основателя города Эндрю Райана ещё до событий игры. Заведение выглядит как освещенная неоновым светом игровая площадка для взрослых, где главный герой Джек соглашается на просьбу Коэна отомстить бывшим протеже от его имени. Разработку дизайна уровня возглавлял Джордан Томас, который позже был директором BioShock 2. Томас объяснил в интервью PC Gamer, что оживление полузаброшенного пространства с восстановлением питания символизирует, что Сандер Коэн живёт в Восторге сам по себе. Атмосфера атриума также призвана передать тонкое представление о том, что эмоциональное состояние Коэна неразрывно связано с местом: свет в комнате становится фиолетовым при речи Коэна, или красным при его гневе, вызванном оскорбительными действиями игрока (например атакой на его произведения искусства).
По всему форту можно найти созданные Коэном скульптуры, которые оказываются заключёнными в гипс останками его жертв. По словам Томаса, одержимость Коэна статуями является «экстернализацией психодрамы». Эстетически он был вдохновлен матерью Нормана Бейтса в «Психо» и воображаемой публикой в подвале Руперта Пупкина в «Короле комедии». Сексуальная ориентация Коэна явно не определена и не объяснена в BioShock, это подразумевается в диалогах его бывших протеже. Сайлас Кобб и Мартин Финнеган. которые оба называют Коэна «старым плодом». Атлас говоря о художнике намекает на сексуальные извращения, делая отсылку к 8-му параграфу при увольнении из армии СЩА. Сам Коэн называет Эндрю Райана «человеком, которого я когда-то любил». Томас поясняет, что они пытались намекнуть на конфликт Коэна с его собственной сексуальностью, не углубляясь в порнографические темы.
В какой-то момент Коэн должен был вернуться в BioShock 2 в качестве «фрейдистского кролика-монстра 20 футов ростом». Концепт-арт Эрика Стернера был создан для трехактного уровня последовательности снов под названием «Королева и Кролик», в котором должен был быть показан шахматный матч между Королевой и Кроликом, проводимый Коэном. Озвучивавший Коэна Т. Райдер Смит должен был повторить свою работу. Смиту было предложено визуализировать это существо как троянского коня, скрещенного с кроликом. Записи никогда не использовались. Видео с кинетоскопа для фильмов «Черный сон» и «Мартовский заяц» в Burial at Sea — Episode 1, в которых показаны художественные наклонности Коэна, были составлены Биллом Гарднером.

## Появление

### BioShock
Я мог бы стать гордостью Бродвея, любимчиком Голливуда. Но вместо этого я последовал за тобой в эту мокрую дыру. И когда тебе был нужен мой свет — я светил тебе. А теперь я гнию тут в ожидании публики, которая никогда не придёт.
Я кое-что пишу для тебя, Эндрю Райан. Это — реквием.
Эндрю Райан лично пригласил Сандера Коэна поселиться в основанном им подводном городе Восторг. Основанный в форте Весёлый, он когда-то был одним из самых уважаемых музыкантов и драматургов Восторга, так как отвечал за сочинение гимна города. После гражданской войны в Восторге и последовавших за ней месяцев хаоса весь Форт Весёлый заблокирован, чтобы предотвратить побег его обитателей. Психическое состояние Коэна ухудшалось, поскольку он разочаровывался в отсутствии благодарной аудитории за его работу. Аудиодневник, найденный в форте Весёлый, показывает, что Коэн пожалел о своём решении переехать в Восторг.
Когда Джек приближается к терминалу батисферы, предназначенному для путешествия в район Гефеста, где находится офис Эндрю Райана, Коэн блокирует радиосвязь со своим союзником Атласом и погружает батисферу, запирая Джека на уровне. Коэн убивает своего ученика Мартина Финнегана на глазах у Джека, а затем просит его сфотографировать труп. Затем Коэн требует, чтобы Джек помог ему завершить его «Шедевр» — тетраптих Квадтих, для чего надо убить трех других людей: Сайласа Кобба, Гектора Родригеса и Кайла Фицпатрика, которые либо предали, либо вызвали недовольство Коэна в прошлом. Как только все четыре фотографии помещены в инсталляцию Quadtych, появляется благодарный Коэн и позволяет Джеку продолжить игру. В этот момент игрок может уйти или убить Коэна. Если Коэна пощадят, позже в игре его можно будет найти в его роскошных апартаментах в Люксах Меркурия. Он встретит Джека в своем доме и предложит ему осмотреться. Коэна также можно убить в этот момент, после того как пара танцующих мутантов будет побеждена.

### BioShock Infinite: Burial at Sea
Сандер Коэн появляется в первой части дополнения BioShock Infinite: Burial at Sea. Хотя Восторг ещё не погрузился в хаос, Коэн, похоже, проявляет признаки психической нестабильности. Во время встречи с Коэном выясняется, что он причастен к торговле людьми, направленной против Маленьких сестер. Во втором акте DLC Элизабет рассказывает, что работала с Коэном певицей, когда впервые прибыла в Восторг.

## Приём и анализ
Я действительно хотел, чтобы Коэн взаимозаменяемо использовал живых и мертвых в своем «искусстве», чтобы, когда вы, наконец, примете решение убить или пощадить его, вы могли бы сделать какое-то контрутверждение, вплоть до создания финального посмертного портрета самого человека».
В ретроспективе Сандер Коэн получил признание критиков. В своей колонке для GameSetWatch Ли Александер подумала, что причудливые манеры и черты лица Коэна напоминают ей американского композитора Коула Портера. У неё сложилось мнение, что дизайнеры персонажей, ответственные за острую и трагическую личность Коэна, могли быть близко знакомы с людьми театра.
Развитие и культурное влияние уровня Форта Весёлый были предметом тематической статьи 2017 года Энди Келли из PC Gamer, где Келли выделила введение Коэна как один из самых запоминающихся моментов . Марк Браун из серии аналитических материалов по видеоиграм Game Maker’s Toolkit описал Сандера Коэна и Форт Весёлый как одни из самых увлекательных частей BioShock, Эшли О из Polygon назвала Коэна одним из самых «ужасающе харизматичных персонажей» BioShock из-за сопоставления, в котором игра представляет его изящество и элегантность, а также его жестокость и непредсказуемый темперамент. Polygon также добавляет, что Коэн «определенно не [тот персонаж], которого вы скоро забудете».
Персонаж появился в нескольких списках «лучших» персонажей. IGN назвал Коэна 89-м лучшим злодеем видеоигр, заявив, что его потребности более конкретны, чем у двух основных антагонистов BioShock. По мнению журналистов издания, он, как и другие антагонисты, находится всего в нескольких оттенках от здравомыслия, что делает его более реалистичным и привлекательным персонажем. GamesRadar включил Коэна в свой список семи лучших «психически поврежденных персонажей, которых мы любим» в видеоиграх, отметив, что он выделялся среди умственно отсталых персонажей BioShock. 1UP.com заявил, что его присутствие сделало область «Форт Веселый» в BioShock одной из самых запоминающихся, а также заявил, что его персонаж «искусно уравновесил добродушие и злобу в одной тревожной упаковке». В 2008 году журнал PC Zone поставил его на четвёртое место среди самых лучших персонажей компьютерных игр, назвав его своим любимым «сумасшедшим ублюдком» в игре и добавив, что по сравнению с другими главными персонажами игры «безжалостная театральность Коэна перед лицом опустошения поразил нас». GamesTM также назвала его одним из величайших персонажей видеоигр в истории 2010 года, полагая, что он является «типичным персонажем» BioShock, «без которого невозможно представить игру»
Кристиан Гайтон из TechRadar раскритиковал Коэна как пример плохого представления ЛГБТ и утверждал, что его «ориентация бессмысленна в контексте», поскольку служит только для вывода о корреляции между развратом и гомосексуализмом.

## Наследие
В ознаменование успеха BioShock каждый сотрудник 2K Boston получил в подарок 6-дюймовую модель Коэна от Кена Левина. Статуэтки были разработаны художником Irrational Games Роббом Уотерсом и произведены компанией по производству фигурок Patch Together.
Один из создателей телесериала «Мир Дикого Запада» Джонатан Нолан ссылался на многие аспекты серии BioShock в некоторых эпизодах, включая эпизодическую появление лица Коэна. Коэн был представлен как часть основного состава персонажей в свободной музыкальной адаптации серии BioShock исполнителями хора Powerhouse средней школы Джона Берроуза. Мюзикл выиграл конкурс шоу-хоров Hart Encore 2022..